# 理衣
理衣（りえ、1980年8月14日 - ）は、日本の女性ファッションモデル、タレント。
東京都出身。スターダストプロモーション所属。妹はモデルのアリス。

## 略歴
デビュー当初は、子役で、芸名も「高山理衣」であった。1995年に、日本テレビのバラエティ番組『ウッチャンナンチャンのウリナリ!!』内のコーナーで国生さゆり・室井滋とともに音楽ユニット「McKee」を結成し、歌手デビューした。
2005年からファッション雑誌『BAILA』のモデルとして活動。2008年11月号から表紙モデルにも起用された。2013年4月号で同誌を卒業した。

## 人物
2009年に香港の実業家と結婚。2012年2月に香港で第1子を出産した。

## 出演

### テレビドラマ
- 魔法じかけのフウ（フジテレビ、1996年）
- ぽっかぽか3（TBS、1997年）

### テレビバラエティ
- ウッチャンナンチャンのウリナリ!!（日本テレビ、1995年-1996年)
- easy sports（テレビ朝日、2009年3月16日 - 3月20日）

### CM
- ヤマハ クラビノーバ（1993年）
- 明治乳業 エッセルスーパーカップ（1994年）
- ピザ・カリフォルニア（1994年）
- コンパイル ぷよぷよ通（セガサターン版）『ウィッチ編』（1995年）
- 資生堂 ラステアストレートヘア用（1995年）
- 松下電器産業 Panasonic3CCDブレンビー（1995年）
- ブリヂストンサイクル 点灯虫（1995-1996年）
- きもの三松 （年代不明）
- ブルボン プチ（1996-1997年）
- トヨタ自動車 イスト（2004年）
- サッポロ飲料 オーシャンスプレー クランベリーウォーター（2006年）
- 集英社　BAILA（2006年）
- ソニー・コンピュータエンタテインメント PSP
- ワコール　Wing（2008年）

### 雑誌
- mc Sister
- MISS
- spring
- InRed
- FUDGE
- anan
- LUCi
- sweet
- BAILA
- CLASSY.
- LEE

他

### 映画
- 嫌われ松子の一生（2006年）

### ミュージックビデオ
- レミオロメン「茜空」